# Аліна Єремія
Аліна Єремія (рум. Alina Eremia; нар.. 15 грудня 1993, Буфтя) — румунська співачка, актриса, телезірка.

## Життєпис
Аліна Єремія народилась 1993 року в румунському місті Буфтя). Вона шість років вивчала фортепіано в Школі музики та образотворчого мистецтва у Бухаресті.

### Дитяче Євробачення
Аліна займалася музикою з раннього дитинства та займала призові місця на дитячих музичних конкурсах. А в 2005 році вона представляла Румунію на Дитячому конкурсі пісні Євробачення з піснею «Turai!» і за підсумками голосування зайняла п'яте місце. Вона протягом шести років була учасницею дитячого музичного колективу Miracol, вчилася грі на піаніно в бухарестській школі мистецтв.

### Акторство та дубляж фільмів
У 2008 році Єремія стала співпрацювати з румунським представництвом компанії Disney і озвучувала головних героїнь мультфільмів «Покахонтас» та «Красуня і Чудовисько» румунською мовою.
Зіграла головну роль у популярному музичному серіалі «Ставка на життя» (Pariu cu viața), який демонструвався на каналі Pro TV протягом чотирьох сезонів, з 2011 по 2014 роки, а також транслювався в США, Австралії, Канаді та інших країнах. Провідні актори серіалу створили поп-групу Lala Band, яка випустила кілька музичних альбомів.

### Кар'єра співачки
Виступає як сольна виконавиця і випустила кілька синглів, один з яких, «Când luminile se sting», досяг другої позиції в національному хіт-параді.
У 2014 році Єремія брала участь у першому сезоні румунської версії телешоу «Танці з зірками» на каналі Antena 1. У 2015 році її пісня «It was a madness» була названа однією з найпопулярніших пісень року в Румунії.
У 2016 році виступила в румунському телешоу «англ. Te cunosc de undeva!» (український аналог — «Один в один») з піснею «A fost o nebunie» і посіла 2-е місце (перемогу здобув Чезар Оуату).